# Ausserbraz

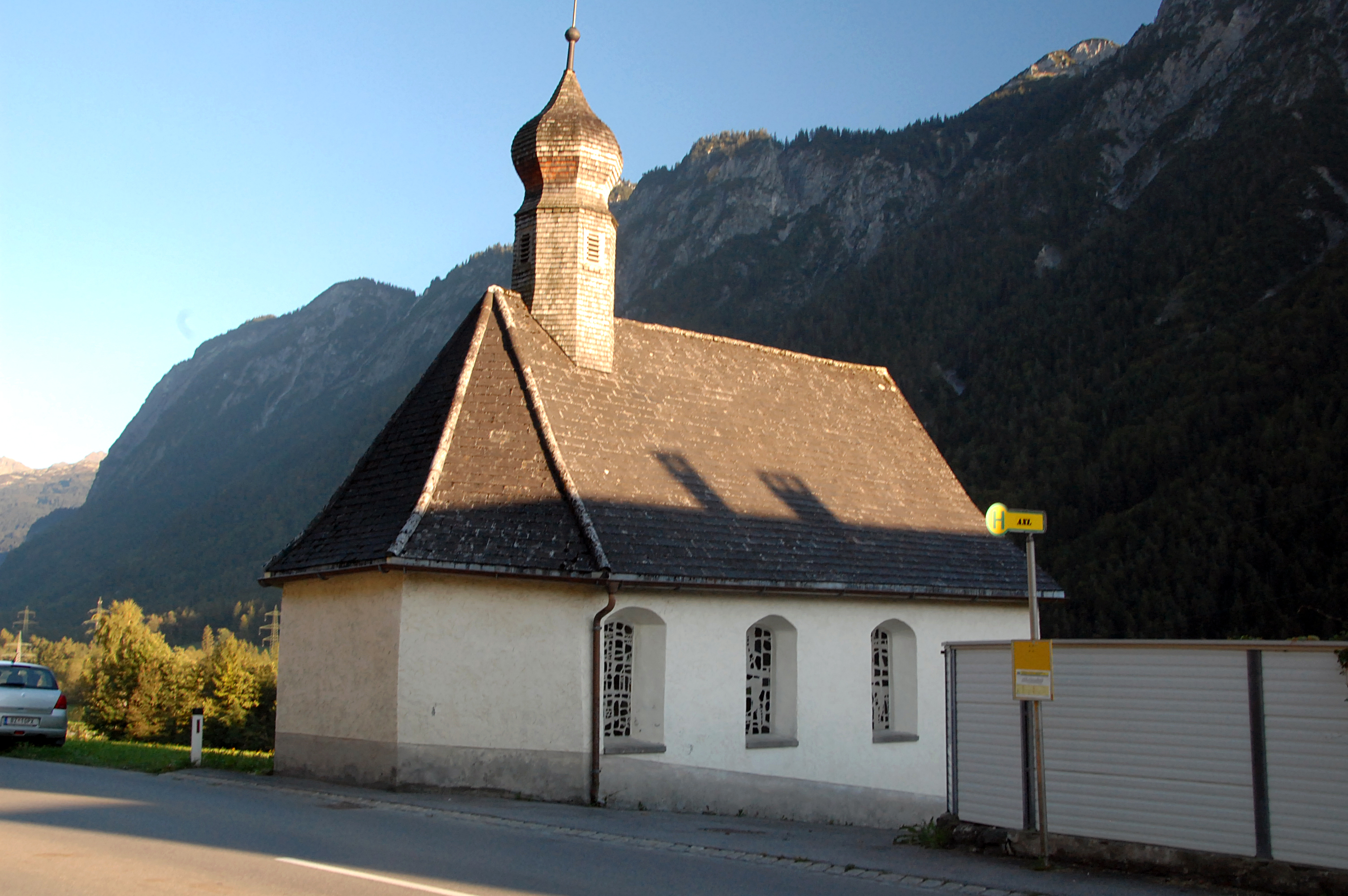
Wegkapelle Ausserbraz hl. Anna an der Klostertalerstraße in Ausserbraz (denkmalgeschützt).

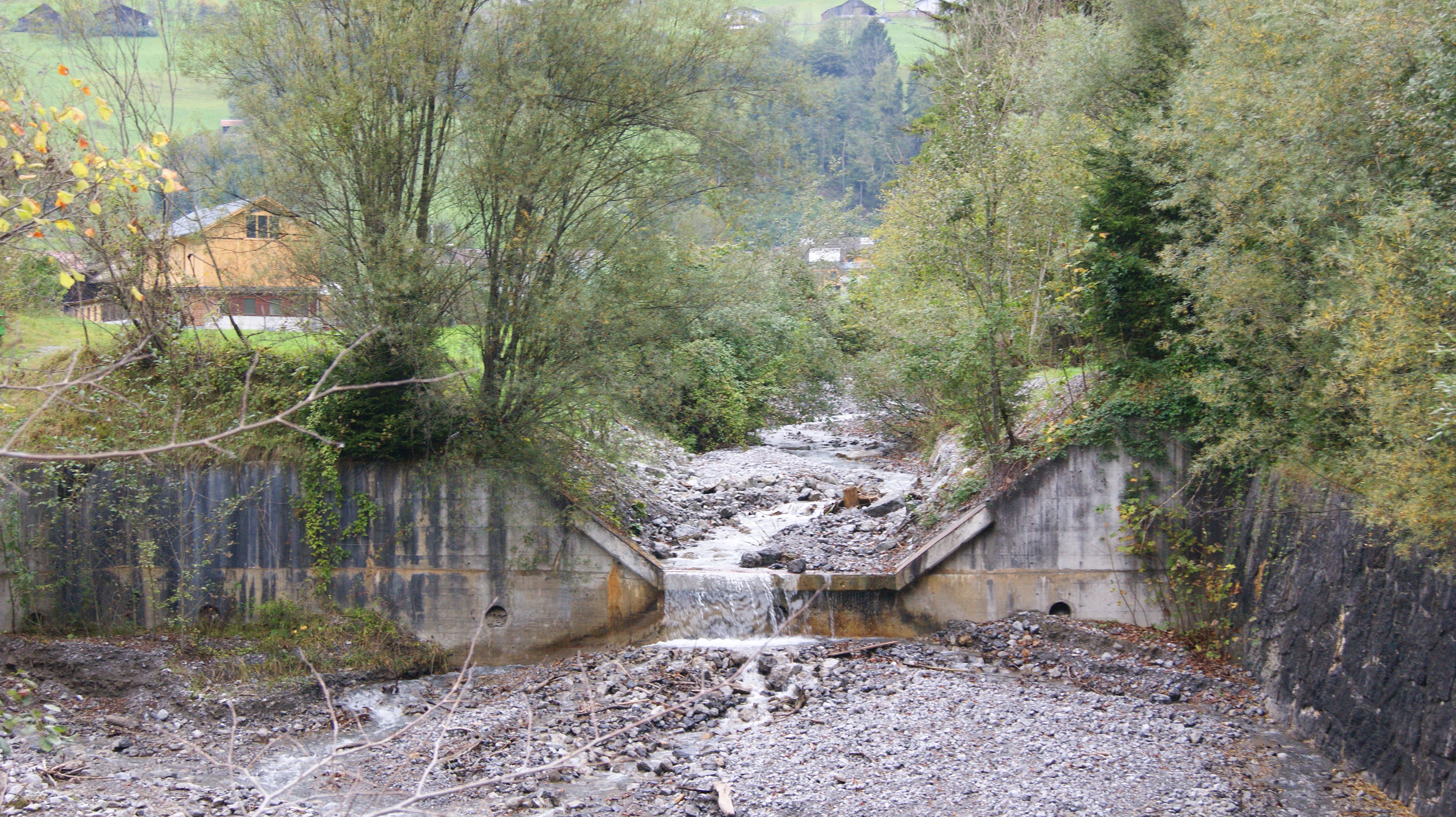
Mühlebach in Ausserbraz bei Flusskilometer 0,40 (Mühlebach, Klostertalerstraße L97), Zusammenfluss Winkeltobel und Mühletobel, Blick von Süden zur Parzelle Laguz (im Norden).

Ausserbraz (auch: Außerbraz, 704 m ü. A.) ist ein Ortsteil der Stadt Bludenz in Vorarlberg (Österreich). Der Ort liegt etwa 5 km Luftlinie von der Stadtgrenze Bludenz entfernt und grenzt direkt an die Gemeinde Innerbraz an, wobei der Mühlebach bzw. das Mühletobel (auch: Frattetobel) einen Teil der natürlichen Gemeindegrenze bilden. Ausserbraz zählt, wie auch die Bludenzer Ortsteile Bings und Radin, zum Klostertal und nicht wie die Stadt Bludenz zum Walgau.
Der Name Braz stammt vom lateinischen „prates“ – Wiese ab. Ausserbraz wird aus historischen Gründen oft mit der Gemeinde Innerbraz zusammenfassend als „Braz“ bezeichnet, wobei „Braz“ teilweise auch nur für die Gemeinde Innerbraz verwendet wird.
Ortsvorsteher ist Christian Zimmermann.

## Geschichte
Außerbraz kam 1695 von der Herrschaft Sonnenberg an Bludenz.
Der Ort wurde am 16. Juni 2010 durch den Eisenbahnunfall von Braz 2010, bei dem 13 von 16 Eisenbahnwaggons eines 548 Meter langen und 863 Tonnen schweren Pkw-Transportzugs auf der Arlbergbahn zwischen der Parzelle Hintergasse und Braz entgleisten, überregional bekannt. Durch eine beim Bahnhof Hintergasse (Innerbraz) beschädigte Hauptluftleitung wurde die Bremsfähigkeit des Zuges auf der steilen Gefällestrecke maßgeblich verringert. In weiterer Folge entgleiste die letzten fünf Wagen in der Brazer Schlinge (auch: Brazer Bogen), wo 70 km/h zugelassen waren, mit 125 km/h, sowie die Lok und die ersten acht Wagen an der Einfahrt des Bahnhofs Braz. Es entstand an der Eisenbahninfrastruktur und dem Transportgut (Dacia-Pkw) ein Sachschaden in Höhe mehrerer Millionen Euro. Teile des Zuges, unter anderem die Lok, kamen nur wenige Meter vor einem Wohnhaus und vor Wohnwagen auf einem Campingplatz zu liegen.

## Kirche
Seit Alters her bis in die 80er Jahre des 18. Jahrhunderts war Ausserbraz an die katholische Pfarre der Gemeinde Bludenz angeschlossen. Seither jedoch gehört Ausserbraz zur Pfarre der selbständigen Gemeinde Innerbraz (siehe auch: Liste der Pfarren im Dekanat Bludenz-Sonnenberg).
Die Wegkapelle Ausserbraz hl. Anna wurde 1640 geweiht und ist ein nordorientierter Rechteckbau mit Satteldach und Dachreiter.
Eine Teilstrecke des Jakobsweg Landeck–Einsiedeln, der durch Vorarlberg, das Klostertal und den Walgau führt, verläuft über Innerbraz – Ausserbraz – Oberradin – St. Leonhard nach Bludenz.

## Verkehr
Ausserbraz hat einen eigenen ÖBB-Bahnhof („Braz“) an der Arlbergbahn. Dieser ist jedoch nur ein Betriebsbahnhof, da Reisezughalte  an den Stationen zwischen Bludenz und Langen am Arlberg mit dem Wechsel auf den Sommerfahrplan 1999 eingestellt wurden. Die Hauptstraße, die direkt durch den Ort führt, ist die Landesstraße L97 (Klostertalerstraße). Dort verkehrt auch die Landbuslinie 90. Von der S16 (Arlberg Schnellstraße) aus ist Ausserbraz über eine eigene Abfahrt erreichbar.

## Sport und Freizeit
In Ausserbraz steht ein Golfplatz zur Verfügung. Zahlreiche Wanderwege führen zu den umliegenden Bergen des Klostertals (der Roggelskopf ist der „Hausberg“ der Brazer und 2284 m ü. A. hoch, Gehzeit ab Ausserbraz etwa 4,5 Stunden). In Innerbraz bestehen ein Freibad und im Winter eine Langlaufloipe.
2020/21 setzte der Alpenverein Vorarlberg den verfallenen Hinterbirgweg, über den Maruler Bauern Weiden auf den Südhängen oberhalb von Ausserbraz bewirtschafteten, instand. Dieser bietet einen Übergang aus dem Großen Walsertal ins Klostertal und führt auf der Brazer Seite durch ausgesprochen schroffes Gelände und steile Bergwälder nach Ausserbraz hinunter.

## Bevölkerungsentwicklung
Die Bevölkerungsentwicklung in Ausserbraz ist über die Jahrhunderte hinweg schwankend aber stetig steigend:
| 373  | 273  | 275  | 366  | 319  | 345  | 345  | 304  | 293  | 326  | 359  | 354  | 416  | 396  | 433  | 420  | 516  | 521  | 564  | 650  | 767  | 775  | 767  |
| 1754 | 1798 | 1810 | 1819 | 1823 | 1837 | 1841 | 1857 | 1869 | 1880 | 1890 | 1900 | 1910 | 1923 | 1934 | 1939 | 1951 | 1961 | 1971 | 1981 | 1991 | 2001 | 2011 |

## Persönlichkeiten
- Josef Vonbank (1905–1936), Politiker (Vaterländische Front), Landwirt und Schmied.